# Parasyrisca breviceps
Parasyrisca breviceps är en spindelart som först beskrevs av Kroneberg 1875.  Parasyrisca breviceps ingår i släktet Parasyrisca och familjen plattbuksspindlar. Inga underarter finns listade i Catalogue of Life.